# Aldaiako mendiak / Montes de Aldaia
Aldaiako mendiak / Montes de Aldaia este o arie protejată (arie specială de conservare — SAC, sit de importanță comunitară — SCI) din Spania întinsă pe o suprafață de 1.120,53 ha, integral pe uscat.

## Localizare
Centrul sitului Aldaiako mendiak / Montes de Aldaia este situat la coordonatele 42°53′50″N 2°28′27″W / 42.8971°N 2.4742°V.

## Înființare
Situl Aldaiako mendiak / Montes de Aldaia a fost declarat sit de importanță comunitară în mai 2003 pentru a proteja 1 specie de plante și 24 de specii de animale. Situl a fost protejat și ca arie specială de conservare în noiembrie 2015.

## Biodiversitate
Situată în ecoregiunile atlantică și mediteraneană, aria protejată conține 10 habitate naturale: Pajiști uscate seminaturale și facies de acoperire cu tufișuri pe substraturi calcaroase (Festuco-Brometalia) (* situri importante pentru orhidee), Păduri de Quercus ilex și Quercus rotundifolia, Fânețe de joasă altitudine (Alopecurus pratensis, Sanguisorba officinalis), Pajiști uscate seminaturale și facies de acoperire cu tufișuri pe substraturi calcaroase (Festuco-Brometalia) (* situri importante pentru orhidee), Păduri iberice de Quercus faginea și Quercus canariensis, Pajiști alpine și subalpine calcaroase, Lande oro-mediteraneene cu formațiuni endemice de grozamă, Formațiuni ierboase bogate în specii de Nardus, dezvoltate pe substraturi silicioase în zone montane (și în zone submontane, în Europa continentală), Pseudostepă cu ierburi și specii anuale de Thero-Brachypodietea, Păduri aluvionare cu Alnus glutinosa și Fraxinus excelsior (Alno-Padion, Alnion incanae, Salicion albae).
La baza desemnării sitului se află mai multe specii protejate:
- plante (1): Narcissus asturiensis
- păsări (22): uliu porumbar (Accipiter gentilis), buha (Bubo bubo), caprimulg (Caprimulgus europaeus), șerpar (Circaetus gallicus), erete vânăt (Circus cyaneus), porumbel gulerat (Columba palumbus), ciocănitoare neagră (Dryocopus martius), șoimul rândunelelor (Falco subbuteo), acvilă pitică (Hieraaetus pennatus), capîntortură (Jynx torquilla), sfrâncioc roșiatic (Lanius collurio), ciocârlie de pădure (Lullula arborea), gaia neagră (Milvus migrans), gaia roșie (Milvus milvus), muscar sur (Muscicapa striata), ciuf-pitic (Otus scops), viespar (Pernis apivorus), codroșul de pădure (Phoenicurus phoenicurus), sitar de pădure (Scolopax rusticola), turturică (Streptopelia turtur), silvie de tufiș (Sylvia undata), pupăză (Upupa epops)
- nevertebrate (2): croitorul mare al stejarului (Cerambyx cerdo), rădașcă (Lucanus cervus)

Pe lângă speciile protejate, pe teritoriul sitului au mai fost identificate 13 specii de păsări, 1 specie de mamifere.